# Bitwa o Kabindę
Bitwa o Kabindę – starcie zbrojne, które miało miejsce w roku 1975.
Dnia 1 sierpnia 1975 Front Wyzwolenia Enklawy Kabindy (FLEC) ogłosił w Kampali powstanie Republiki Kabinda. Przeciwko separatystom opowiedziały się siły MPLA – Ludowego Ruchu Wyzwolenia Angoli, które wysłały swoje wojska do enklawy. Angolańczyków wsparła Kuba, wysyłając do pomocy swoich wojskowych instruktorów. Kubański dowódca obrony Kabindy Ramón Espinosa Martín dysponował siłami 600 ludzi, przeciwnik posiadał około 1500 ludzi (partyzantów FLEC oraz wspierających ich żołnierzy zairskich).
8 listopada wojska partyzantów FLEC wspieranych przez Zairczyków i około 150 najemników z Europy (2000 ludzi) wkroczyły na teren prowincji. Celem sił inwazyjnych było powołać nowy rząd z Henrique Tiago na czele i proklamować niepodległość Kabindy. Atak sił FLEC w rejonie Subantando zakończył się sukcesem, a siły MPLA musiały się wycofać. Następnego dnia doszło do walk w rejonie wioski Talicuma, gdzie siły MPLA odparły dwa ataki partyzantów. Marsz sił inwazyjnych skutecznie powstrzymywały liczne pola minowe, zakładane przez Kubańczyków. Po kilku dniach walki wojska FLEC i Zairczycy dotarli do przedmieść stolicy. Obrońcy dopuścili przeciwnika na odległość 400 metrów od zabudowań, po czym otworzyli gwałtowny ogień z karabinów maszynowych, zabijając ponad setkę partyzantów a resztę zmuszając do odwrotu. 11 listopada ciężkie walki wybuchły ponownie pod Subantando. Partyzanci wycofali się jednak stąd, po tym gdy w walce zginął ich dowódca (amerykański najemnik). 13 listopada resztki sił FLEC wyparto za granicę prowincji. Pomimo licznych incydentów sił FLEC, władza MPLA na bogatym w ropę naftową terenie została utrzymana. Straty sił FLEC i Zairczyków w trakcie walk o Kabindę wyniosły 600 zabitych. MPLA straciło 30 zabitych i 50 rannych.